# Рябинин, Михаил Иосифович
Михаи́л Ио́сифович Ряби́нин (настоящая фамилия Мееро́вич; 2 марта 1931, Ленинград, СССР — 11 октября 1995, Санкт-Петербург, Россия) — советский и российский поэт-песенник.

## Жизнь и творчество
Родился в Ленинграде 2 марта 1931 года. Отец, Иосиф Меерович, работал главным инженером на одном из ленинградских заводов. Мать— Шейна Цыпа Моисеевна. Семья жила недалеко от станции метро «Технологический институт». Окончил техникум, по специальности геолог.
Стихи начал писать в 12 лет (1943). В 1969 году написал стихи к своей первой песне, которая впервые прозвучала в передаче «С добрым утром». В 1973 году стал лауреатом третьего Всесоюзного телевизионного фестиваля «Песня года» с песней «Счастливый день» (музыка Владимира Дмитриева, исполнитель Эдуард Хиль). С 1977 года добивался этого звания на всех последующих фестивалях.
Песни Михаила Рябинина часто исполнялись по телевидению, по радио и звучали в концертах. Больше всего песен поэт написал совместно с композиторами А. Морозовым, О. Фельцманом, В. Добрыниным.
Умер 11 октября 1995 года в Санкт-Петербурге после тяжёлой болезни. Похоронен на Южном кладбище (5-й хвойный участок).

## Известные песни на стихи Михаила Рябинина
- «А вдруг» (муз. В. Добрынина) — исп. гр. «ЧП» (солист — Николай Расторгуев)
- «А день-то какой» (муз. А. Морозова) — исп. Нина Воробьёва и Анатолий Королёв
- «А жизнь продолжается» (муз. А. Морозова) — исп. Эдита Пьеха
- «Айболит» (муз. О. Фельцмана) — исп. ВИА «Пламя»
- «Алёшка без отца» (муз. Р. Майорова) — исп. Валентина Толкунова
- «А с чем сравнить любовь» (муз. А. Экимяна) — исп. София Ротару
- «Бессердечная» (муз. А. Экимяна) — исп. Вахтанг Кикабидзе, Анатолий Королёв
- «Бессонница» (муз. В. Добрынина) — исп. ВИА «Красные маки» (солист — Александр Лосев)
- «Бологое» (муз. В. Добрынина) — ВИА «Весёлые ребята» (солист — Александр Буйнов)
- «Будьте счастливы» (муз. В. Добрынина) — исп. ВИА «Самоцветы»
- «Было бы здоровье» (муз. В. Добрынина) — исп. Евгений Головин
- «В любое время года» (муз. А. Морозова) — исп. Эдуард Хиль
- «Веришь ли ты в первую любовь» (А. Морозова) — исп. Анна Герман
- «Вечер школьных друзей» (муз. А. Морозова) — исп. Валентина Толкунова
- «Вишнёвый сад» (муз. В. Добрынина) — исп. Лев Лещенко
- «Влюбился месяц в реченьку» (муз. А. Муромцева) — исп. Гертруда Юхина
- «Вот и вся любовь» (муз. В. Добрынина) — исп. Маргарита Суворова
- «Время сенокоса» (муз. И. Якушенко) — исп. Геннадий Белов, Евгений Головин
- «Время уходит» (муз. Б. Емельянова) — исп. Сергей Беликов
- «Всё в порядке» (муз. А. Морозова) — исп. Эдуард Хиль, Лев Барашков
- «Вторая молодость» (муз. А. Морозова) — исп. Валентина Толкунова, Владимир Трошин
- «Голос ребёнка» (муз. О. Фельцмана) — исп. Ирина Аллегрова
- «Голубые снега» (муз. С. Касторского) — исп. Эдуард Хиль
- «Девочки» (муз. В. Мигули) — исп. ВИА «Пламя»
- «Две дороги» (муз. Р. Майорова) — исп. Владимир Макаров
- «Дождь» (муз. В. Токарева) — исп. Эдита Пьеха, Вилли Токарев
- «Дон Кихот» (муз. В. Кудряшова) — исп. Владимир Макаров
- «Единственный друг» (муз. В. Добрынина) — исп. гр. «Электроклуб» (солист Виктор Салтыков)
- «Женские глаза» (муз. В. Добрынина) — исп. Филипп Киркоров
- «Жеребёнок» (муз. О. Фельцмана) — исп. Татьяна Чубинидзе, лауреат Песни-86
- «Жила-была речка» (муз. В. Добрынина) — исп. гр. «ЧП» (солист — Михаил Файбушевич)
- «Забудь» (муз. А. Морозова) — исп. Эдита Пьеха
- «Зачем же люди расстаются» (муз. Б. Емельянова) — исп. Борис Емельянов, Галина Шевелёва
- «Здравствуй, сынок» (муз. О. Фельцмана) исп.— Валентина Толкунова
- «Золотые горы» (муз. С. Муравьева) — исп. Алиса Мон
- «И всё-таки вальс» (муз. В. Шеповалова) — исп. Людмила Сенчина
- «Иван Иваныч» (муз. А. Морозова) — исп. Эдуард Хиль
- «Казино» (муз. В. Добрынина) — исп. Вячеслав Добрынин[4]
- «Кайры» (муз. О. Фельцмана) — исп. Лев Лещенко
- «Как ты могла забыть» (муз. Р. Майорова) — исп. Вадим Мулерман
- «Как скажешь, так и будет» (муз. В. Добрынина) — исп. гр. «Доктор Шлягер» (солист — Валерий Кулак)
- «Камушки» (муз. А. Морозова) — исп.Людмила  Сенчина  Вадим  Мулерман
- «Каторга» (муз. О. Фельцмана) — исп. Сергей Беликов
- «Когда растаяли снега» (муз. В. Шаинского) — исп. Лев Лещенко
- «Когда цвели сады» (муз. В. Шаинского) — исп. Анна Герман
- «Кончается шампанское» (муз. Б. Емельянова) — исп. Сергей Беликов
- «Колдовское озеро» (муз. В. Добрынина) — исп. Вячеслав Добрынин
- «Кошмарный сон» (муз. В. Добрынина) — исп. гр. «ЧП»
- «Красавица» (муз. А. Морозова) — исп. Анатолий Королёв
- «Кто бы мог подумать» (муз. О. Фельцмана) — исп. Эдита Пьеха
- «Луна и мы» (муз. О. Фельцмана) — исп. Ольга Чиповская
- «Люди говорят» (муз. В. Шеповалова) — исп. Мария Пахоменко
- «Маленькая зима» (муз. Д. Тухманова) — исп. Людмила Сенчина, Олег Хакман
- «Маленькое происшествие» (муз. А. Морозова) — исп. София Ротару
- «Мне кто-то позвонил» (муз. О. Фельцмана) — исп. Тамара Гвердцители
- «Модная девчонка» (муз. В. Добрынина) — исп. гр. «ЧП» (солист — Николай Расторгуев)
- «Мужество» (муз. И. Цветкова) — исп. Виктор Вуячич
- «Мухомор» (муз. В. Добрынина) — исп. гр. «НА-НА»
- «На всякий случай» (муз. В. Добрынина) — исп. гр. «Доктор Шлягер» (солист — Алексей Кондаков)
- «На теплоходе музыка играет» (муз. В. Добрынина) — исп. Ольга Зарубина
- «Напиши мне письмо» (муз. В. Добрынина) — исп. ВИА «Синяя птица», ВИА «Весёлые ребята», Лев Лещенко
- «Наши дети» (муз. А. Морозова) — исп. Эдуард Хиль
- «Не говорите мне „Прощай!“» (муз. Ю. Антонова) — исп. Юрий Антонов
- «Не могу забыть» (муз. В. Добрынина) — исп. Сергей Беликов
- «Не довелось» (муз. А. Морозова) — исп. Валентина Толкунова
- «Не переживай» (муз. А. Морозова) — исп. Эдита Пьеха
- «Не расставайтесь» (муз. А. Морозова) — исп. Алла Иошпе
- «Невеста» (муз. В. Шаинского) — исп. Анна Герман
- «Незабудка» (муз. В. Добрынина) — исп. Ион Суручану
- «Нелюбимая» (муз. А. Морозова) — исп. Людмила Сенчина
- «Неприметная красота» (муз. А. Морозова) — исп. Ирина Понаровская и ВИА «Поющие гитары» (1973 г., Д—00034081-2)
- «Неужели» (муз. В. Шаинского) — исп. Лев Лещенко
- «Никто тебя не любит так, как я» (муз. В. Добрынина) — исп. Вячеслав Добрынин
- «О чём ты говоришь» (муз. А. Мажукова) — исп. Маргарита Суворова и А. Рыбаков
- «Обручальное кольцо» (муз. В. Шаинского) — исп. ВИА «Лейся, песня»
- «Однажды» (муз. Р. Майорова) — исп. ВИА «Лада»
- «Останься» (муз. А. Морозова) — исп. Анна Герман
- «Остров детства» (муз. О. Фельцмана) — исп. Михаил Боярский
- «Острова разлуки» (муз. В. Дмитриева) — исп. Галина Ненашева, Лев Барашков
- «Осьминог» (муз. О. Фельцмана) — исп. ВИА «Пламя»
- «Оттепель» (муз. А. Морозова) — исп. Анатолий Королёв
- «Первое свидание» (муз. В. Мигули) — исп. ВИА «Самоцветы»
- «Первая конная» (муз. О. Фельцмана) — исп. Иосиф Кобзон
- 1993 — «Пиковая дама» (муз. В. Добрынина) — исп. Вячеслав Добрынин
- «Папа и мама» (муз. В. Добрынина) — исп. Николай Гнатюк
- «Подари мне солнце» (муз. С. Касторского) — исп. Мария Пахоменко
- «Помогите влюблённым» (муз. О. Фельцмана) — исп. Людмила Гурченко
- «После дождя» (муз. О. Фельцмана) исп. гр. «Цветы»
- «Пою о любви» (муз. Р. Майорова) — исп. Анатолий Королёв
- «Прописные истины» (муз. А. Морозова) — исп. Ивица Шерфези
- «Прошлая зима» (муз. В. Добрынина) — исп. Екатерина Семёнова
- «Прощание с полком» (муз. Р. Майорова) — исп. Юрий Богатиков
- «Пять колец» — исп. Эдуард Хиль и Большой детский хор Всесоюзного радио и Центрального телевидения
- «Ради матушки-земли» (муз. О. Фельцмана) — исп. Леонид Сметанников
- «Раз и навсегда» (муз. Р. Майорова) — исп. Лола Хомянц и Арташес Аветян
- «Родительский дом» (муз. В. Шаинского) — исп. Лев Лещенко
- «Русская раздольная» (муз Е. Куликова) — исп. Анна Герман
- 1994 — «Сердце не камень» — (муз. В. Добрынина) — исп. Лев Лещенко
- «Синегория» (муз. О. Фельцмана) — исп. Юрий Охочинский
- «Синий туман» (муз. В. Добрынина) — исп. Вячеслав Добрынин
- «Старый паровоз» (муз. В. Плешак) — исп. Эдуард Хиль
- «Страна чудес», (муз. Ю. Антонова) — исп. Юрий Антонов
- «Счастливый день» (муз. В. Дмитриева) — исп. Николай Соловьёв, Майя Кристалинская, Эдуард Хиль
- «Счастье — это ты» (муз. Р. Майорова) — исп. Алла Иошпе
- «Такое чудо» (муз. В. Дмитриева) — исп. Лев Барашков, Эдуард Хиль, Эдита Пьеха
- «Танцуйте, люди» (муз. П. Бюль-бюль оглы) — исп. Роксана Бабаян
- «Твои глаза» (муз. А. Морозова) — исп. Эдуард Хиль
- «То, что доктор прописал» (муз. В. Добрынина) — исп. гр. «Доктор Шлягер» (солист — Алексей Кондаков)
- «Ты меня забыла» (муз. В. Дмитриева) — исп. Валерий Ободзинский
- «Ты мне не снишься» (муз. В. Добрынина) — исп. ВИА «Синяя птица» (солист — Сергей Дроздов)
- «Ты хочешь расстаться» (муз. А. Морозова) — Людмила Сенчина, Маргарита Суворова
- «Улыбайся, человек!» (муз. В. Дмитриева) — исп. Анатолий Королёв
- «Утренний туман» (муз. А. Морозова) — Вадим Мулерман
- «Фаина» муз. (муз. Онно Тунча) — исп. гр. «НА-НА»
- «Фронтовая сестра» (муз. А. Экимян) — Арташес Аветян, Юрий Богатиков
- «Хозяюшка» (муз. А. Морозова) — исп. Эдуард Хиль
- «Холодный вечер» (муз. А. Морозова) — исп. Ольга Вардашева и Людмила Невзгляд
- «Хохлома» (муз. А. Колкера) — исп. Мария Пахоменко
- «Цветёт сирень» (муз. А. Экимян) — исп. Тамара Гвердцители
- «Чашка чая» (муз. В. Добрынина) — исп. ВИА «Весёлые ребята» (солист — Александр Буйнов)
- «Чародеи» (муз. А. Морозова) — исп. Эдуард Хиль
- «Чёрная птица» (муз. В. Добрынина) — исп. гр. «Доктор Шлягер» (солист — Алексей Кондаков)
- «Что бы ни случилось» муз. (муз. А. Колкера) — исп. Мария Пахоменко
- «Цикады» (муз. Р. Майорова) — исп. Татьяна и Роман Майоровы
- «Шёл по улице прохожий» (муз. В. Добрынина) — исп. гр. «Доктор Шлягер» (солист — Валерий Кулак)
- «Школьному другу» (муз. В. Дмитриева) — исп. Людмила Сенчина, Валентина Толкунова, Галина Улётова, Гертруда Юхина
- «Это было не со мной» (муз. А. Морозова) — исп. Людмила Сенчина
- «Это так» (муз. Е. Барыбина) — исп. Николай Соловьёв
- «Я Вас не тороплю» (муз. А. Морозова) — исп. Стахан Рахимов
- «Я жду» (от 8 до 8) (муз. В. Добрынина) — исп. гр. «Электроклуб» (солист — Виктор Салтыков)
- «Я прошу твоей руки» (муз. А. Экимян) — исп. Николай Гнатюк
- «Я вернулся домой» (муз. В. Белянина) — исп. Валерий Белянин